# Jan Bytnar

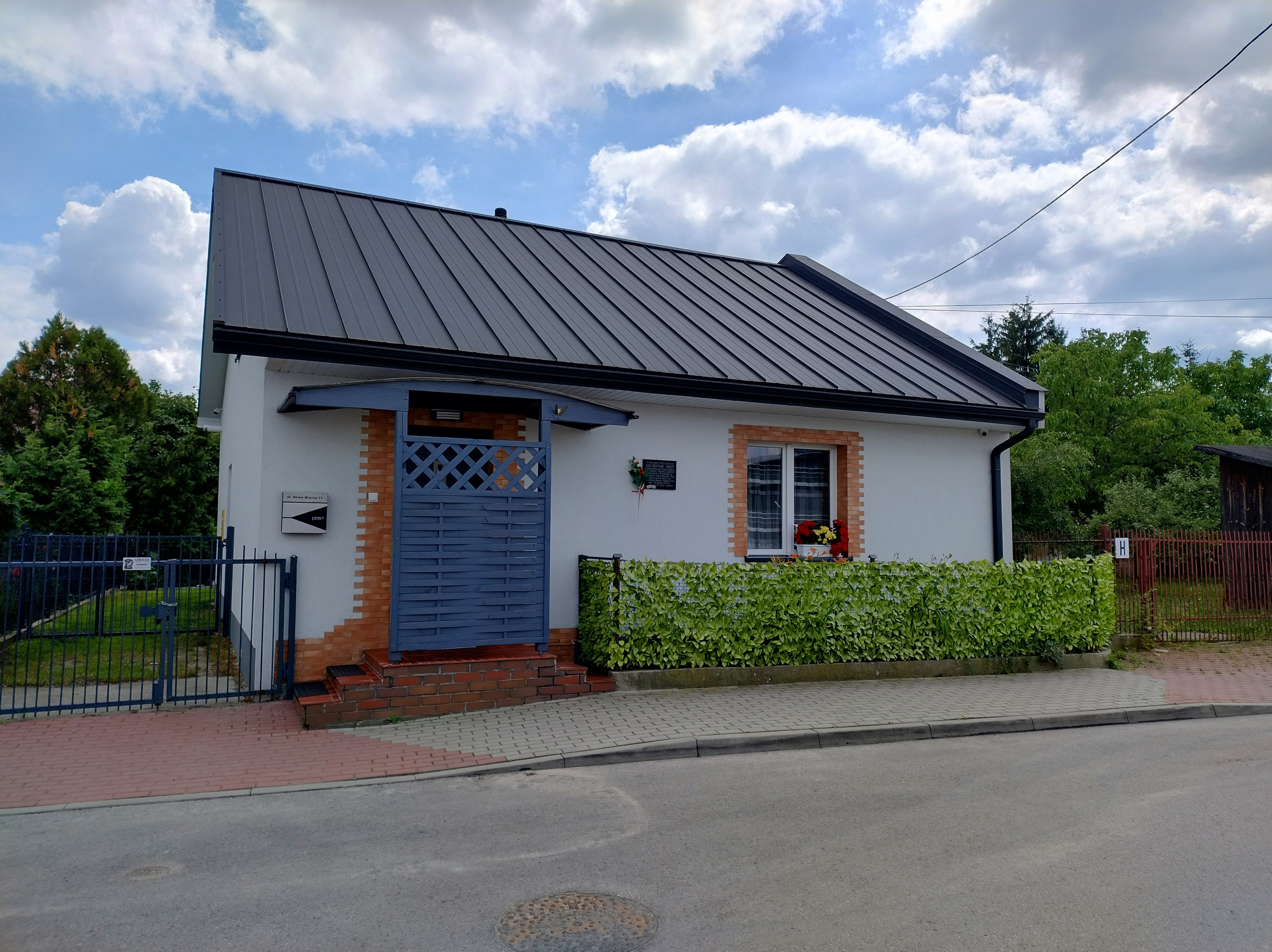
Dom w Kolbuszowej, w którym urodził się Jan Bytnar

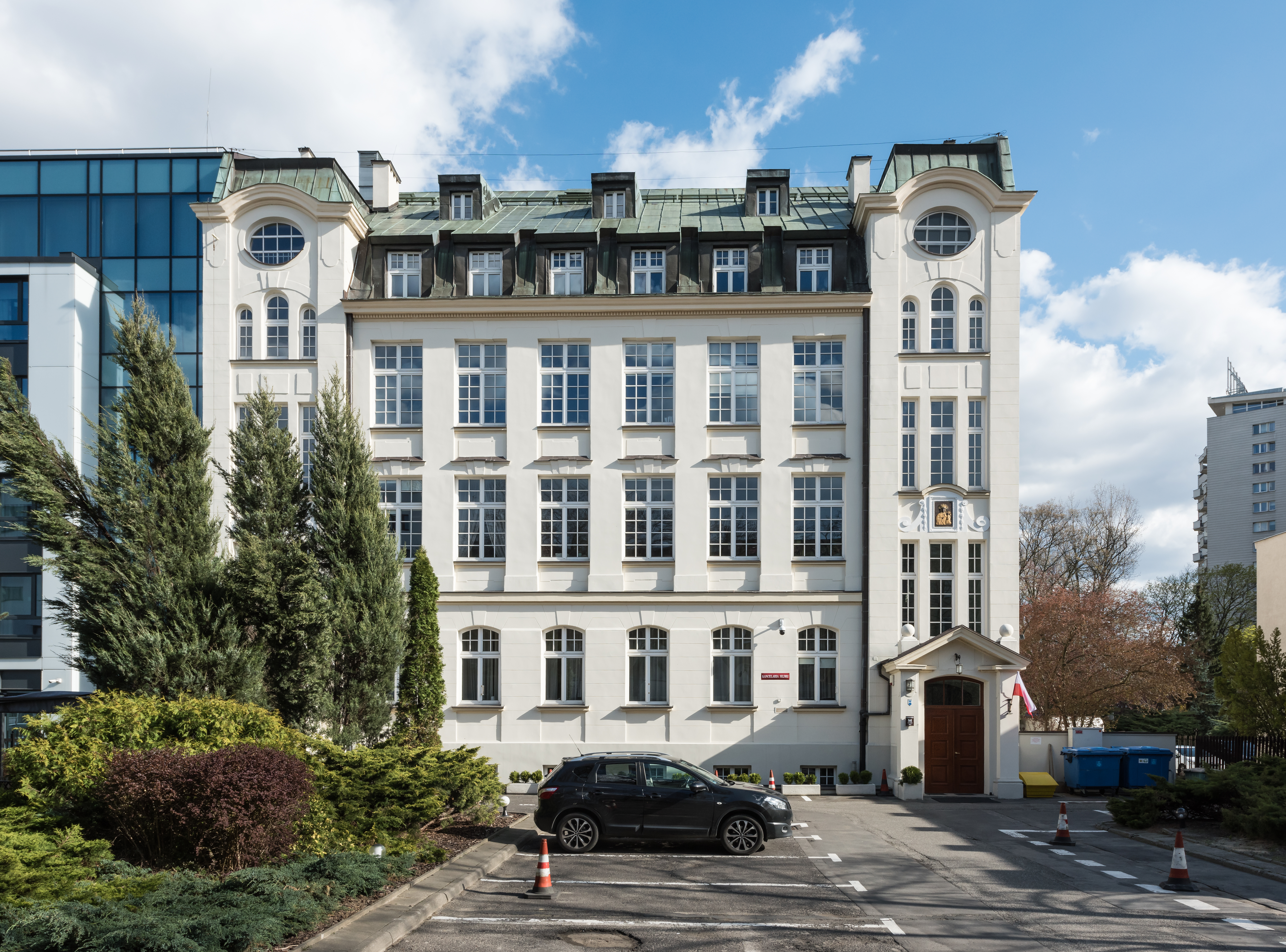
Budynek dawnej szkoły powszechnej nr 29 przy ulicy ul. Zagórnej 3, do której w latach 1930–1931 uczęszczał Jan Bytnar. W latach 1936–1939 organizował i współprowadził działającą przy tej szkole drużynę harcerską

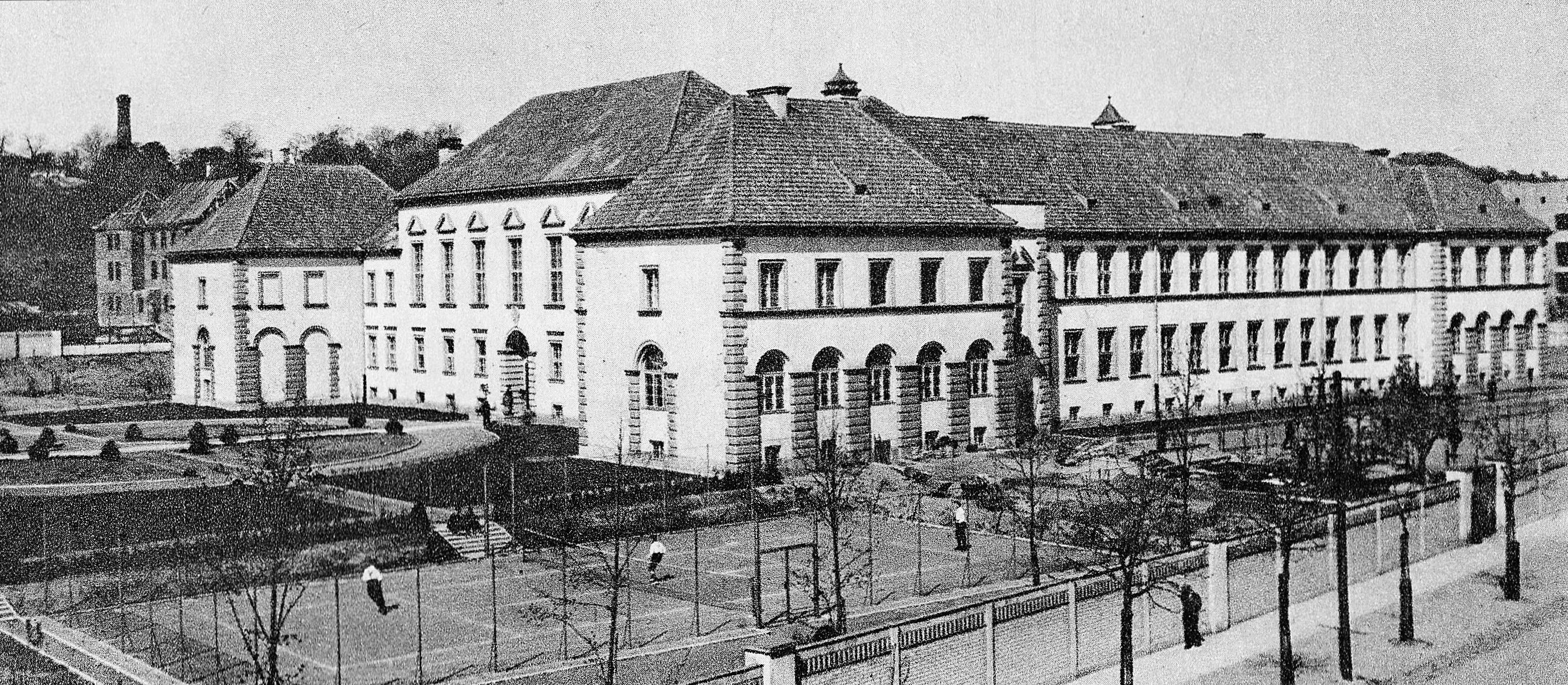
Państwowe Gimnazjum im. Stefana Batorego w Warszawie, w którym w latach 1931–1939 uczył się Jan Bytnar

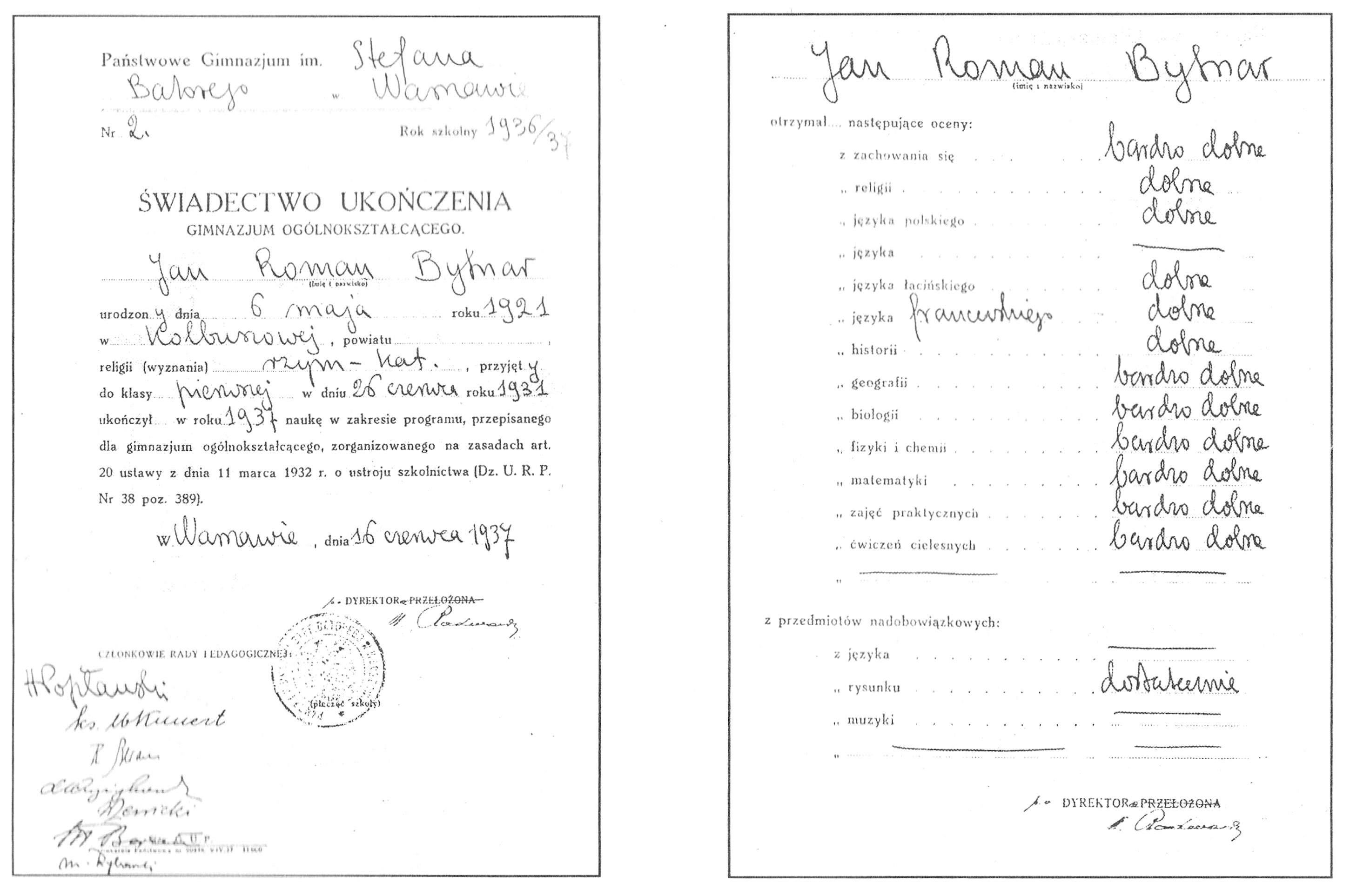
Świadectwo ukończenia gimnazjum (1937)

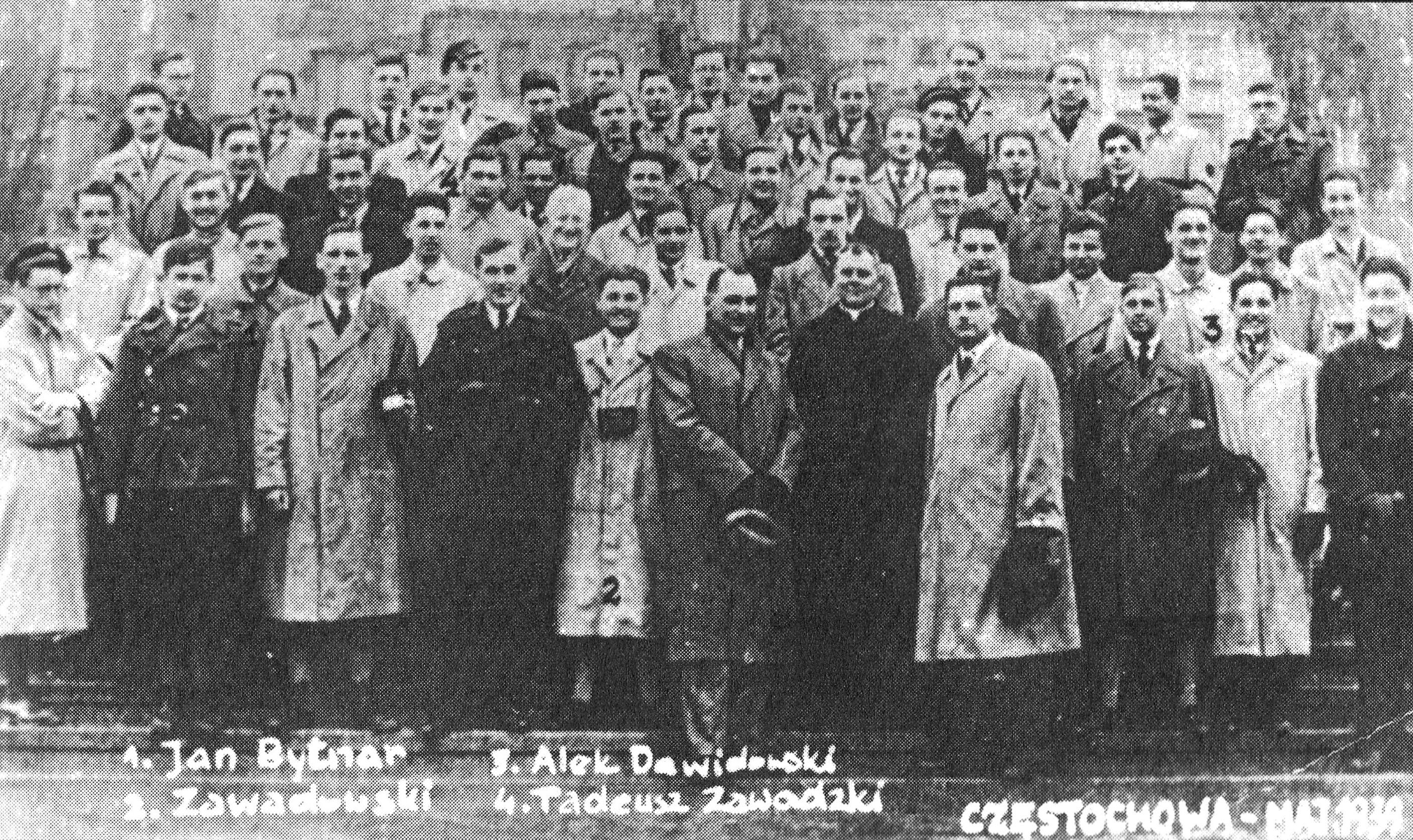
Jan Bytnar (w drugim rzędzie, trzeci od lewej) z kolegami z klas maturalnych z „Batorego” podczas pielgrzymki na Jasną Górę w maju 1939

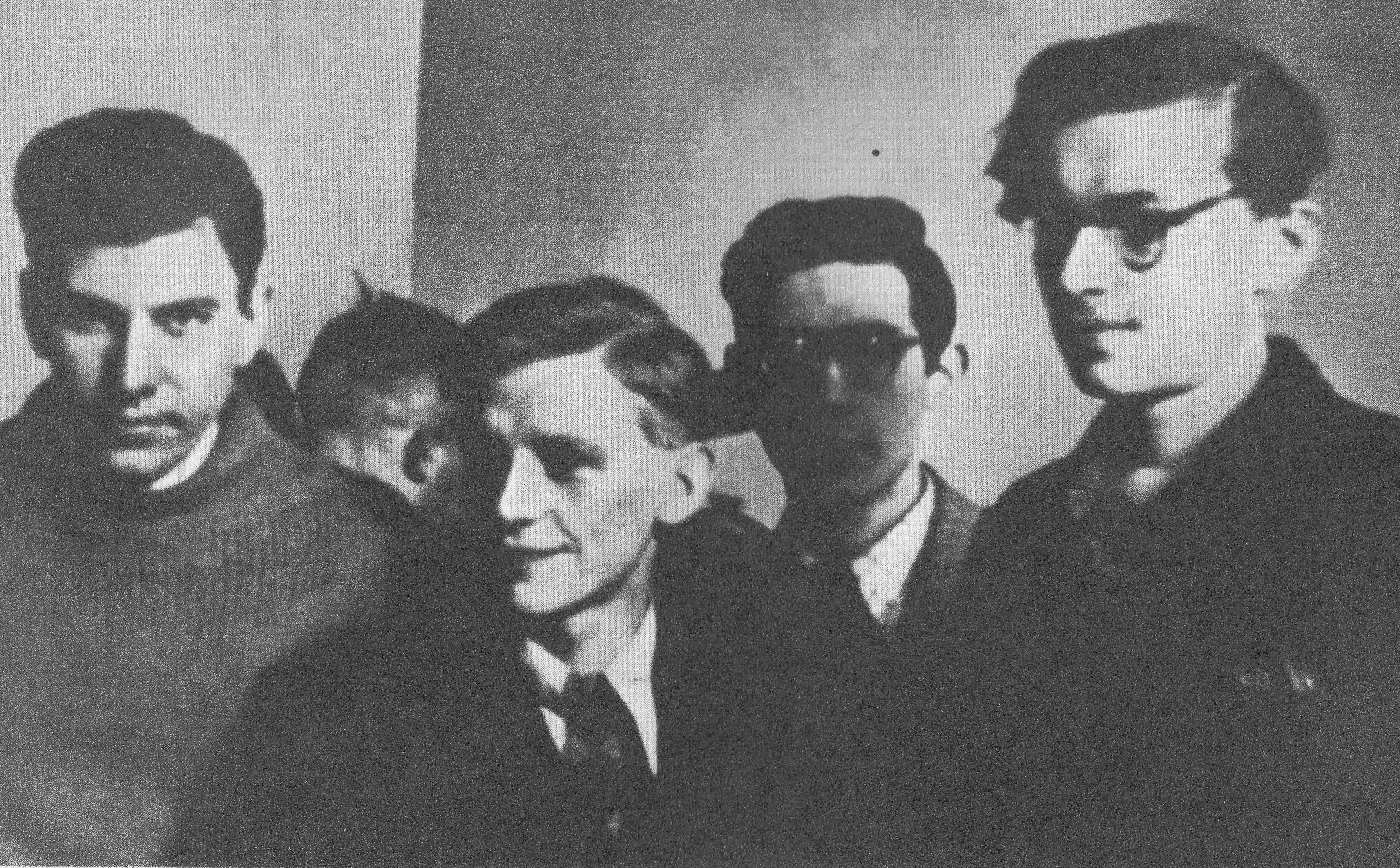
„Rudy” (drugi od lewej) razem z kolegami w czasie okupacji

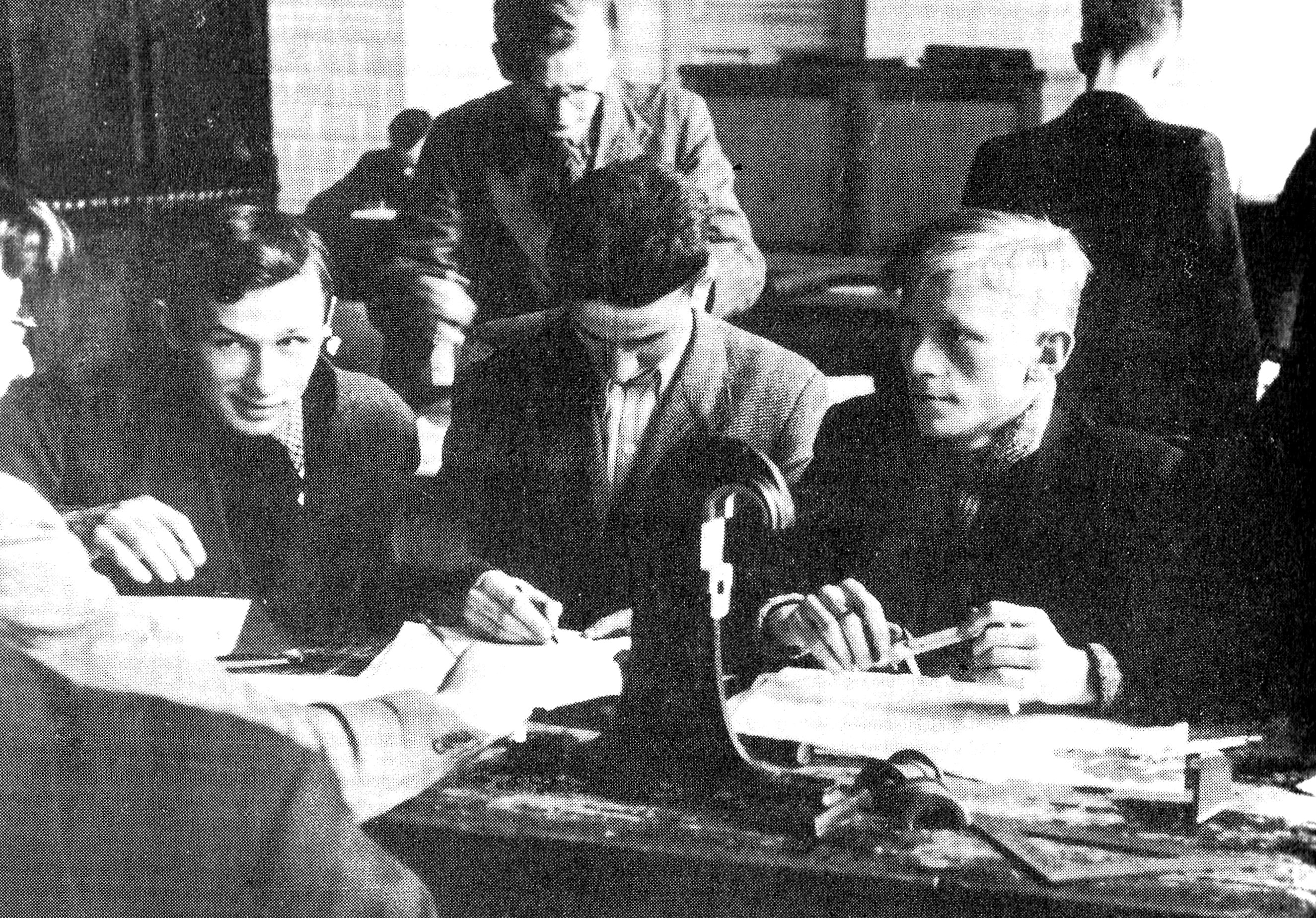
W czasie zajęć w Państwowej Wyższej Szkole Budowy Maszyn i Elektrotechniki im. H. Wawelberga i S. Rotwanda

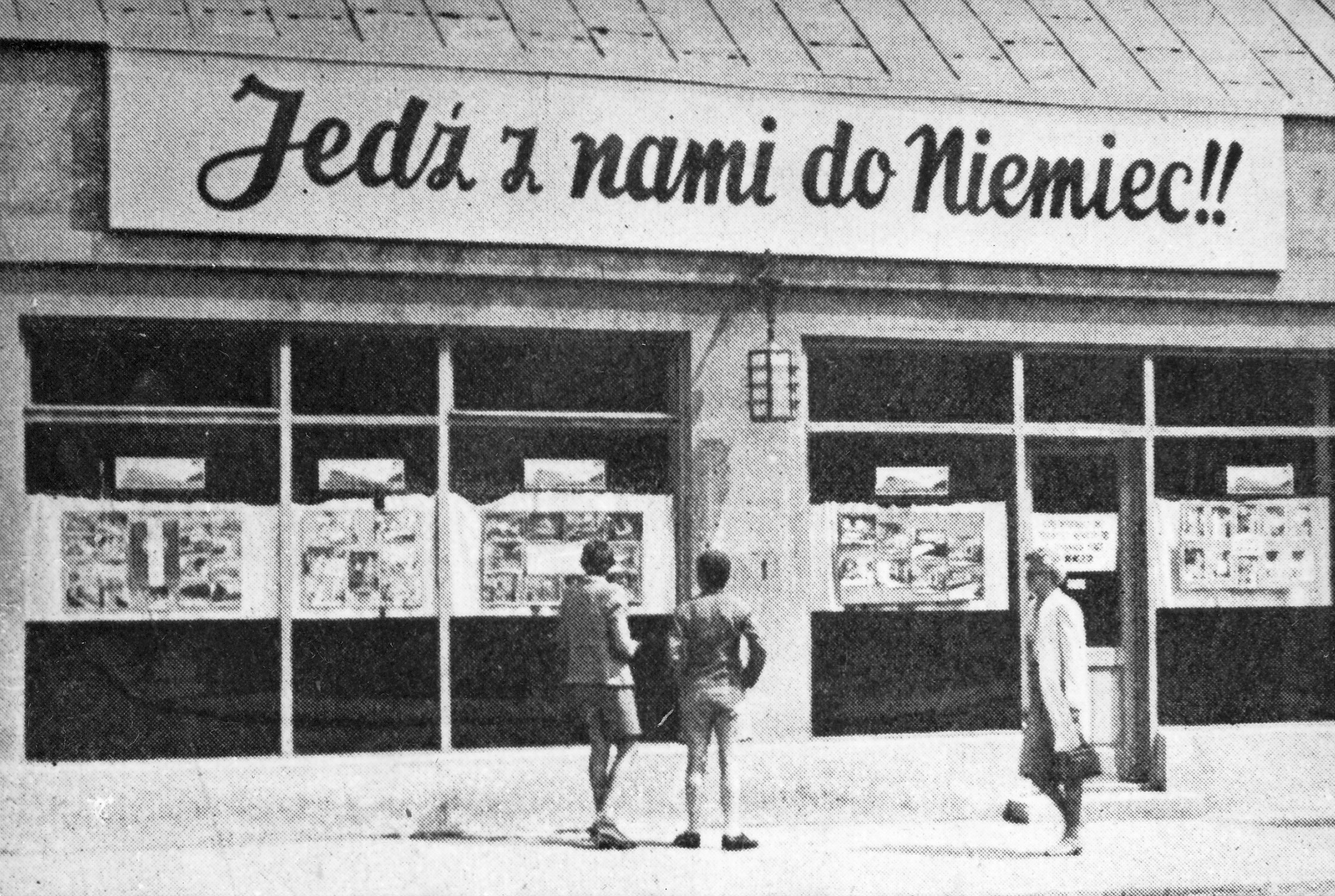
Napis Jedź z nami do Niemiec!! na warszawskim biurze werbunkowym Arbeitsamtu przy ul. Nowy Świat 68

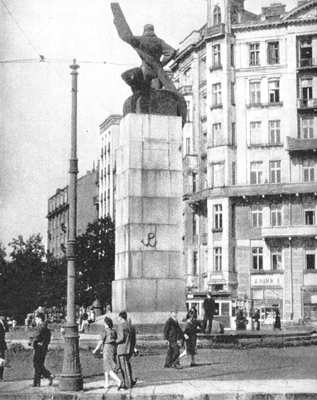
„Kotwica” – znak Polski Walczącej namalowany przez Jana Bytnara na pomniku Lotnika na placu Unii Lubelskiej

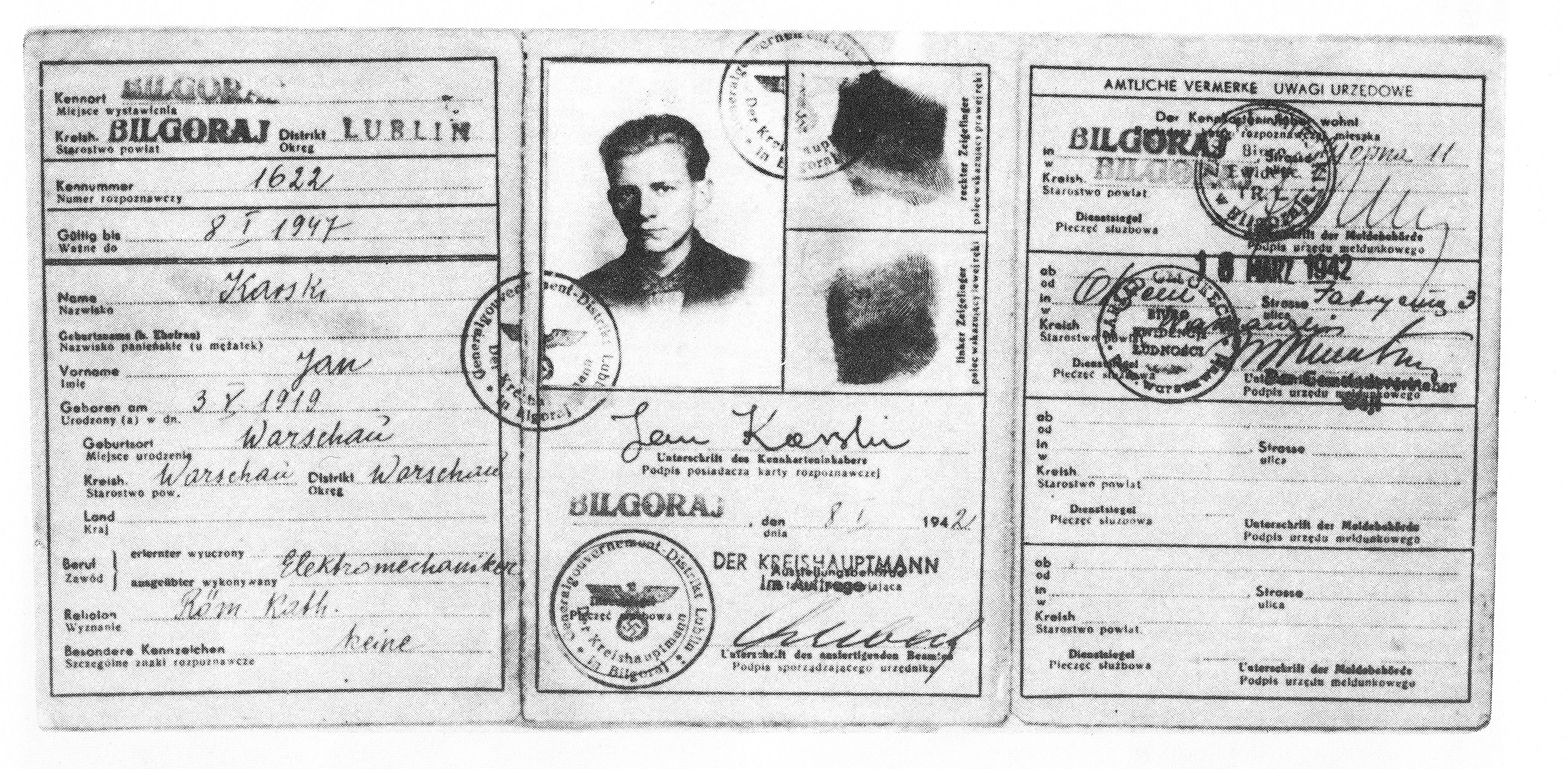
Fałszywa kenkarta wystawiona na nazwisko Jana Karskiego, z której miał korzystać po odbiciu przez kolegów z rąk Gestapo

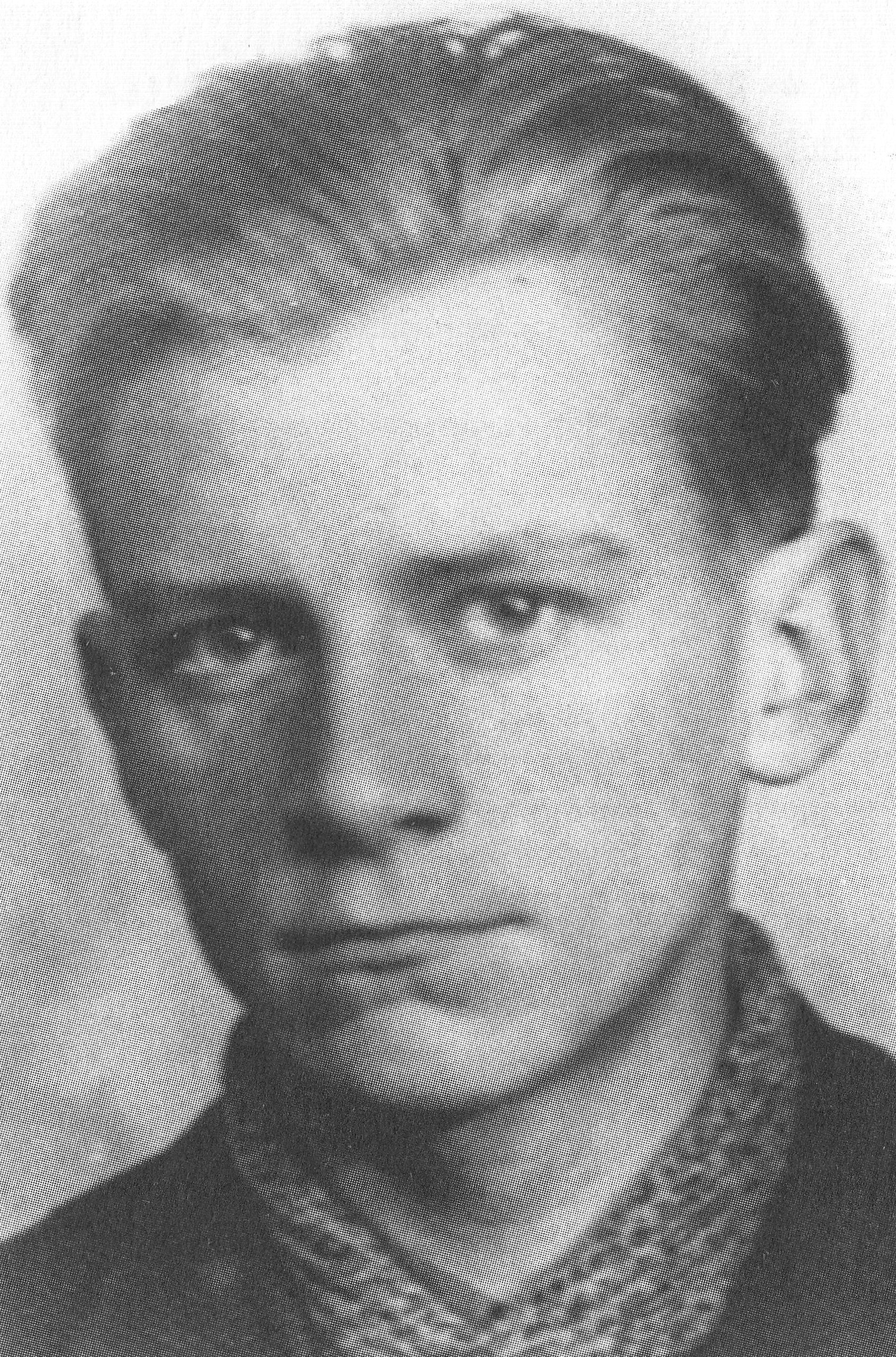
Zdjęcie z kenkarty – jedna z ostatnich fotografii Bytnara

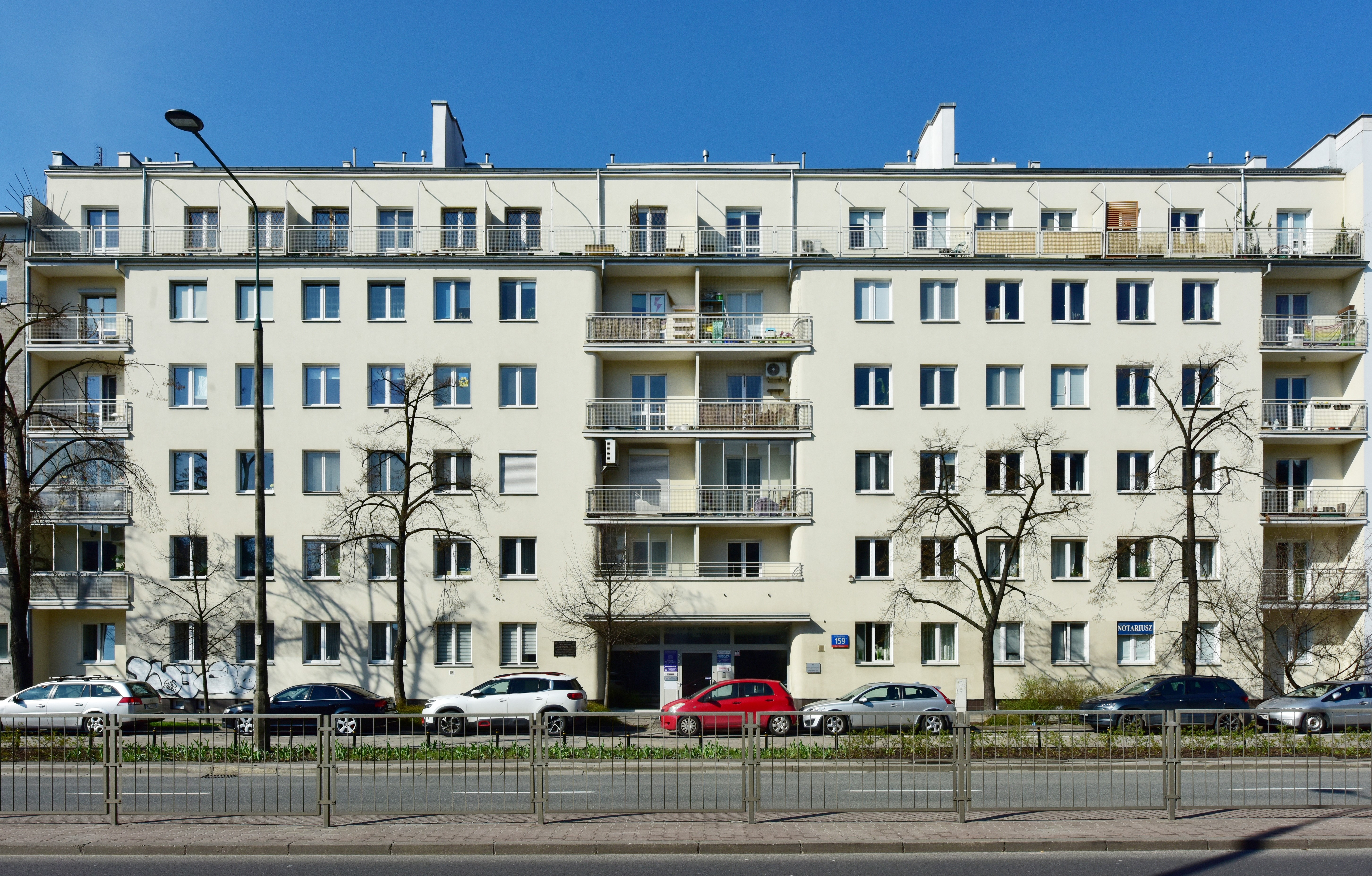
Dom przy al. Niepodległości 159, w której 23 marca 1943 zostali aresztowani „Rudy” i jego ojciec Stanisław Bytnar. Po lewej stronie głównego wejścia widoczna tablica upamiętniająca „Rudego” wmurowana w 1980

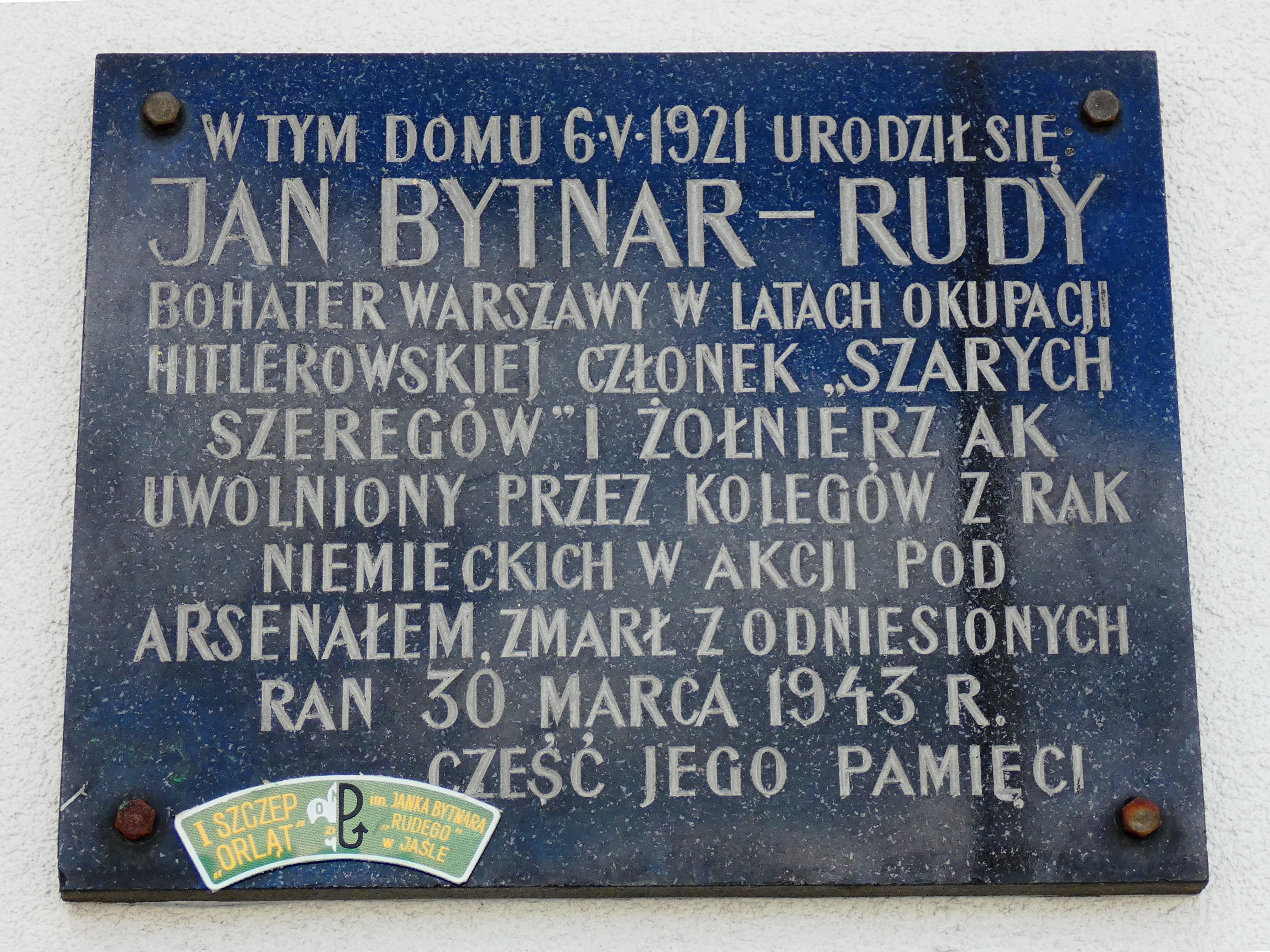
Tablica na fasadzie domu przy ul. Nowe Miasto w Kolbuszowej, miejsca narodzin Jana Bytnara

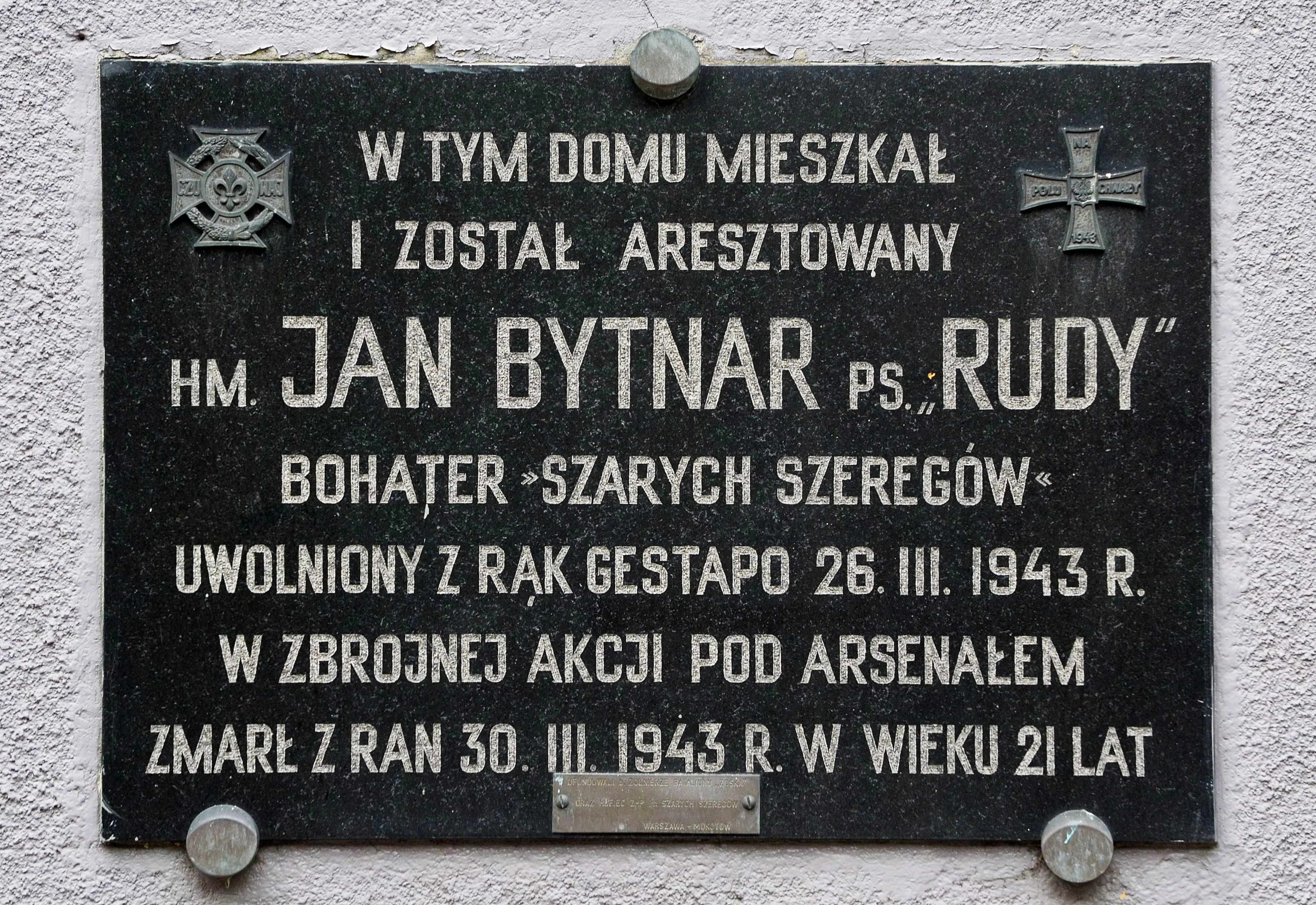
Tablica pamiątkowa przy wejściu do kamienicy przy al. Niepodległości 159 w Warszawie

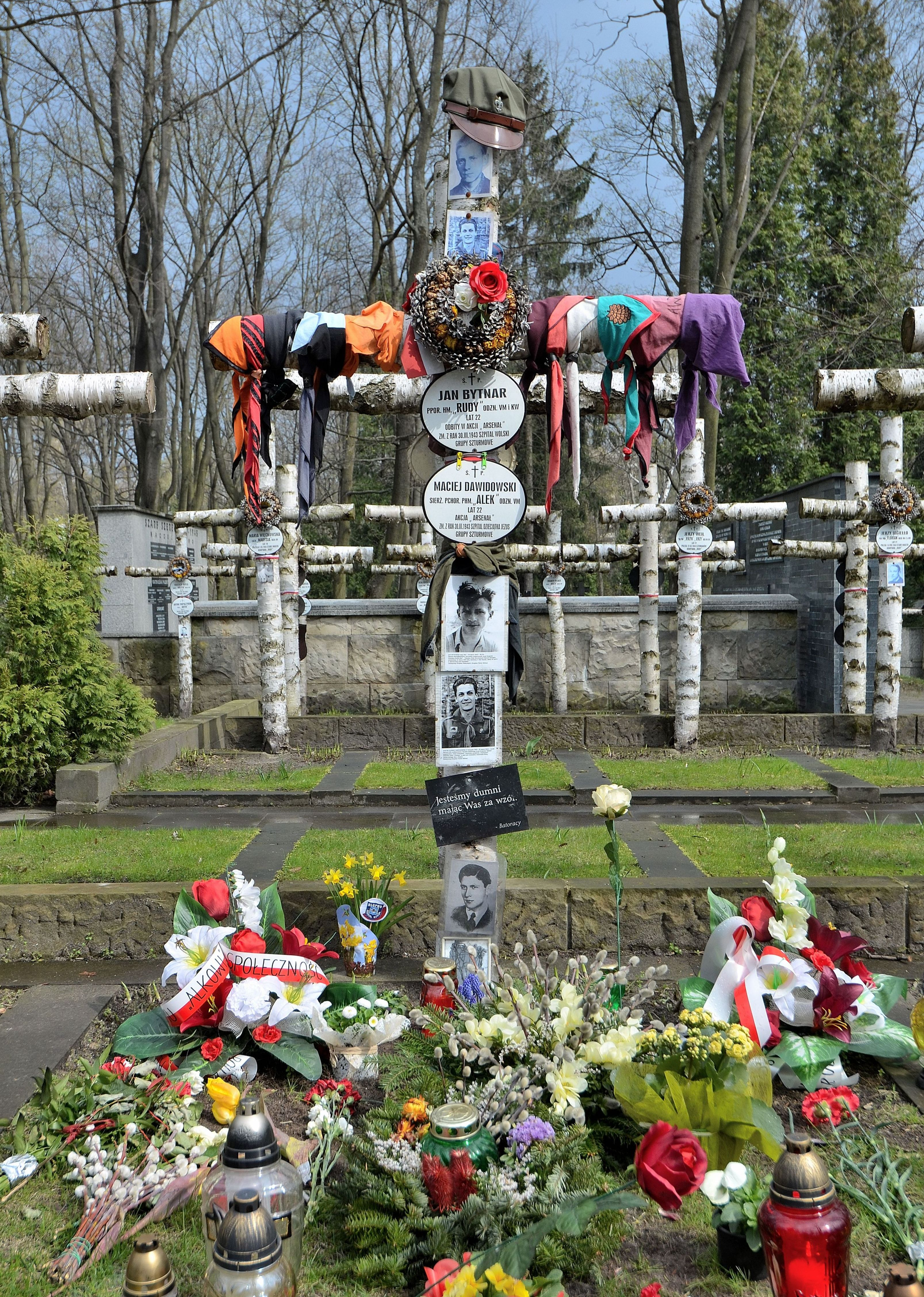
Wspólny grób Jana Bytnara i Macieja Aleksego Dawidowskiego w kwaterze Batalionu „Zośka” (A-20) na warszawskim cmentarzu Wojskowym na Powązkach

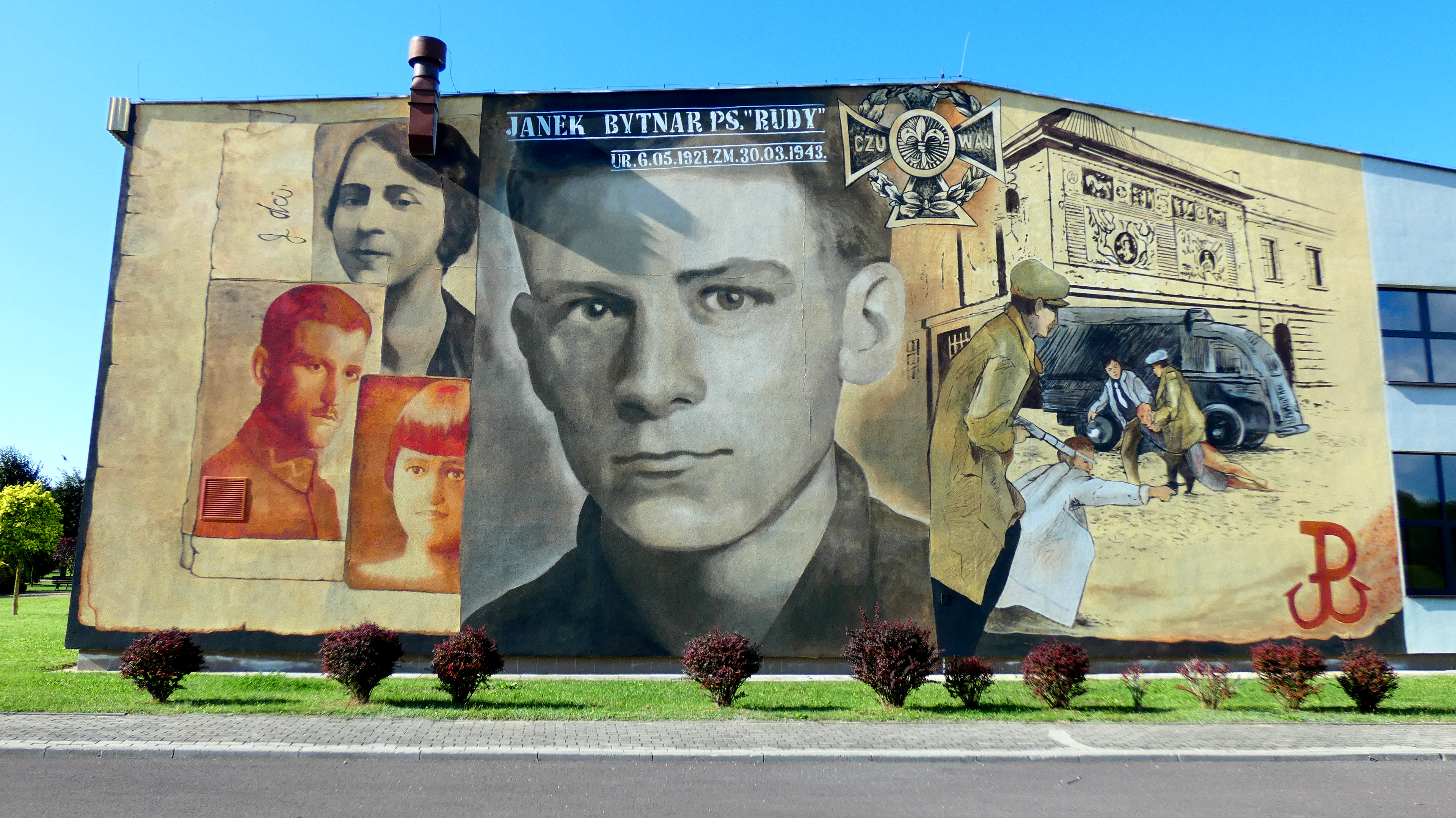
Mural upamiętniający Jana Bytnara w Kolbuszowej

Jan Roman Bytnar, ps. „Rudy”, „Czarny”, „Janek”, „Krokodyl”, „Jan Rudy” (ur. 6 maja 1921 w Kolbuszowej, zm. 30 marca 1943 w Warszawie) – polski podharcmistrz, członek Szarych Szeregów, dowódca hufca „Południe” Grup Szturmowych, jeden z głównych bohaterów książki Aleksandra Kamińskiego Kamienie na szaniec.

## Życiorys

### Młodość
Był synem nauczycieli – byłego żołnierza Legionów Polskich Stanisława Bytnara i Zdzisławy Bytnarowej z domu Rechul. Urodził się 6 maja 1921 w domu rodzinnym swojej matki przy ul. Nowe Miasto w Kolbuszowej. W latach 1921–1926 jego rodzice pracowali w szkole w Niekłaniu Wielkim (ojciec był jej kierownikiem, matka – nauczycielką). W 1925 Stanisław Bytnar otrzymał propozycję podjęcia studiów w Państwowym Instytucie Pedagogiki Specjalnej w Warszawie i jesienią 1926 cała rodzina zamieszkała przy ul. Błękitnej (obecnie ul. Teodora Axentowicza) 2 w Piastowie.
Naukę w publicznej szkole powszechnej rozpoczął w Piastowie, a od 1 września 1930 (w ostatniej, czwartej klasie) kontynuował ją, dojeżdżając z Piastowa, w szkole nr 29 przy ul. Zagórnej 9 (obecnie 3) na warszawskim Powiślu. Była ona uważana za jedną z najlepszych szkół powszechnych w mieście. Bytnar był bardzo dobrym uczniem, co pozwoliło mu z powodzeniem ubiegać się o przyjęcie do pobliskiego męskiego Państwowego Gimnazjum im. Stefana Batorego. Rozpoczął w nim naukę w 1931. W tym samym roku Bytnarowie przeprowadzili się do Warszawy i zamieszkali na Mokotowie, w domu Warszawskiej Spółdzielni Mieszkaniowej Pracowników Umysłowych przy al. Niepodległości 159 m. 63.
W kwietniu 1934, będąc członkiem 23 Warszawskiej Drużyny Harcerskiej im. Bolesława Chrobrego (nazywanej, od koloru chust, „Pomarańczarnią”), złożył przyrzeczenie harcerskie. Od 1936 pełnił w niej funkcję przybocznego. W tym samym roku zaczął organizować drużynę harcerską na terenie swojej dawnej szkoły przy ul. Zagórnej, gdzie wraz z kolegami z Gimnazjum Batorego prowadził także świetlicę dla dzieci z niezamożnych rodzin. W 1938 uzyskał najwyższy stopień starszoharcerski – Harcerza Rzeczypospolitej.
Władysław Słodkowski, kolega Bytnara od 1936, napisał o nim po latach:

Ten szczupły, wprost chudy młodzieniec o płowo-rudej, zazwyczaj zwichrzonej, czuprynie miał wysokie czoło, nieco piegowatą twarz, bystre oczy i bardzo miły, choć nieraz figlarny i jakby trochę kpiący uśmiech. Było w tym uśmiechu jednakże coś niezwykle ujmującego, a od całej postaci promieniowała niezawodna dobroć i serdeczność (...) Janek, mimo swej drobnej, jakby kruchej budowy cielesnej, bardzo dobrze pływał i jeździł na nartach, świetnie skakał do wody z poręczy mostku na Jeziorku Czerniakowskim, bardzo lubił spacery i piesze wycieczki (...) Był bardzo zdolny i inteligentny, nad podziw wewnętrznie dojrzały. W typie swym był raczej introwersyjny, o głęboko refleksyjnym i poważnym usposobieniu.

W związku z wejściem w życie w 1933 tzw. reformy jędrzejewiczowskiej jego rocznik z klasy drugiej dawnego ośmioklasowego gimnazjum przeszedł do klasy pierwszej nowego czteroletniego gimnazjum. W tej samej szkole w 1937 rozpoczął naukę w nowo utworzonym dwuletnim liceum ogólnokształcącym. Spośród trzech sprofilowanych klas wybrał tę o profilu matematyczno-fizycznym. Siedział w jednej ławce z Aleksym Dawidowskim. W tej samej klasie uczyli się m.in. Tadeusz Zawadzki, Jan Wuttke i Andrzej Zawadowski. W maju 1939 zdał w „Batorym” maturę i otrzymał świadectwo dojrzałości.
W jego pokoju wisiał portret marszałka Józefa Piłsudskiego, a jedną z ulubionych książek były wydane w 1937 Kamienie na szaniec Karola Koźmińskiego.

### Konspiracja
7 września 1939, po radiowym apelu Romana Umiastowskiego, wraz z drużynowym „Pomarańczarni” Lechosławem Domańskim i grupą harcerzy opuścił Warszawę i wyruszył na wschód. Powrócił do zajętej przez Niemców stolicy na początku października 1939. Podjął pracę jako szklarz, udzielał też korepetycji.
W październiku 1939 wraz z grupą przyjaciół (m.in. Tadeuszem Zawadzkim i Aleksym Dawidowskim) przystąpił do lewicowej Polskiej Ludowej Akcji Niepodległościowej (PLAN), w której działał do końca grudnia tego samego roku. Był jednym z pomysłodawców i wykonawców karteczek Komendant Piłsudski powiedziałby: a my was w d... mamy, naklejanych w listopadzie 1939 na niemieckich obwieszczeniach o utworzeniu Generalnego Gubernatorstwa. Po rozbiciu PLAN-u przez Gestapo w styczniu 1940 wyjechał na kilka tygodni do dziadków do Kolbuszowej, gdzie współpracował z założycielami organizacji konspiracyjnej „Odwet”.
Do czerwca 1940 pełnił funkcję łącznika w komórce więziennej Związku Walki Zbrojnej kierowanej przez Kazimierza Gorzkowskiego. Został łącznikiem dostarczającym grypsy od osób uwięzionych na Pawiaku.
Od marca 1941 był członkiem Szarych Szeregów. Od lata do listopada 1941 dowodził hufcem „Ochota” w Okręgu „Południe” Szarych Szeregów, angażując się jednocześnie w akcje małego sabotażu „Wawra”, do którego wraz z całym Okręgiem „Południe” Chorągwi Warszawskiej wszedł jego hufiec. Po wykonaniu zadań próbnych przyrzeczenie szaroszeregowe i następnie „wawerskie” złożył wraz  kilkoma kolegami przed Stefanem Mirowskim wiosną 1941, w mieszkaniu 
Zawadzkich w tzw. domu profesorskim przy ul. Koszykowej 75 na terenie Politechniki Warszawskiej.
W „Wawrze” przeprowadził kilka akcji małosabotażowych, w prasie konspiracyjnej określanych jako brawurowe, m.in. zerwał wielką hitlerowską flagę z gmachu warszawskiej Zachęty (1 października 1942 w gmachu otwarto Haus der Deutschen Kultur, Dom Kultury Niemieckiej) oraz namalował symbol Polski Walczącej (tzw. kotwicę) na pomniku Lotnika znajdującym się na placu Unii Lubelskiej. Bytnar wykonał napis za pomocą własnoręcznie skonstruowanego przyrządu, nazwanego później „wiecznym piórem”. Osadzony na długim składanym kiju blaszany pojemnik z farbą z bocznym otworem zakończonym rurką z knotem umożliwiał pisanie farbą grubych i wielkich liter na wysokości nawet czterech metrów. Pomysłowy przyrząd, który był na tyle niewielki, że dawał się łatwo ukryć pod marynarką, był później wielokrotnie używany w akcjach małego sabotażu. 25 kwietnia 1942 przerobił napis „Jedź z nami do Niemiec!!” na szyldzie na głównym biurze werbunkowym Arbeitsamtu (urzędu pracy) przy ul. Nowy Świat 68 na „Jedźcie sami do Niemiec!!”. Za czyny te groziła wówczas kara śmierci.
Łącznie wziął udział w ok. 70 akcjach „wawerskich”. Wśród nich były m.in. „gazowanie” kin, dekorowanie miasta biało-czerwonymi flagami w dniach świąt narodowych, a także działania wymierzone w niemieckie sklepy. W jednej z takich akcji w czasie największego ruchu klientów wrzucił (razem z Tadeuszem Zawadzkim) probówkę z gazem do sklepu wędliniarskiego Wohlfartha na Nowym Świecie, zamykając następnie lokal od zewnątrz na kłódkę.
Od września 1941 do czerwca 1942 był uczestnikiem tajnych kursów w Państwowej Wyższej Szkole Budowy Maszyn i Elektrotechniki im. H. Wawelberga i S. Rotwanda. Później intensywnie kształcił się samodzielnie, m.in. jak napisał w swojej relacji w kwietniu 1943 Tadeusz Zawadzki „Zośka”, jego przyjaciel „z uporem maniaka” uczył się języka angielskiego.
Wiosną 1942, po odbyciu pierwszego w Szarych Szeregach tajnego kursu instruktorskiego (tzw. Szkoły za lasem), otrzymał stopień podharcmistrza. Po ukończeniu w styczniu 1943 Szkoły Podchorążych Piechoty Rezerwy „Agricola” został mianowany kapralem podchorążym.
W listopadzie 1942, w wyniku reorganizacji warszawskiej Chorągwi Szarych Szeregów i utworzeniu w strukturach Kedywu Komendy Głównej AK Grup Szturmowych Szarych Szeregów, objął dowództwo hufca „Południe” (pluton „Sad” – od słów „sabotaż” i „dywersja” – w Oddziale Specjalnym „Jerzy”). Hufiec ten składał się  czterech drużyn.  W nocy z 31 grudnia 1942 na 1 stycznia 1943 był odpowiedzialny za ubezpieczenie w czasie akcji Wieniec II pod Kraśnikiem, podczas której wysadzono tory kolejowe na trasie wykorzystywanej do zaopatrywania wojsk niemieckich na froncie wschodnim. Była to pierwsza akcja warszawskich Grup Szturmowych, która oprócz celu militarnego miała także sprawdzić przygotowanie bojowe harcerzy.
18 stycznia 1943 Bytnar zastrzelił niemieckiego urzędnika Ernsta Marona podczas akcji rozbrojeniowej na ul. Emilii Plater. 2 lutego 1943 był dowódcą ubezpieczenia podczas ewakuacji materiałów z opieczętowanego przez Gestapo mieszkania rodziny Błońskich przy ul. Brackiej 23 i został ranny w udo w czasie starcia z przybyłym na miejsce patrolem policji granatowej. Przez kilka dni leżał w mieszkaniu rodziców Danuty Rudnickiej przy ul. Zwrotniczej, a następnie w mieszkaniu rodziny Zawadzkich we wchodzącym w skład zespołu budynków Politechniki Warszawskiej tzw. Domu Profesorów przy ul. Koszykowej 75, gdzie opiekował się nim Tadeusz Zawadzki.

### Aresztowanie i śmierć
Został aresztowany razem z ojcem przez funkcjonariuszy Gestapo o godz. 4:30 rano we wtorek 23 marca 1943 w mieszkaniu Bytnarów przy al. Niepodległości 159. Zatrzymanie było prawdopodobnie spowodowane znalezieniem u aresztowanego 19 marca dowódcy Hufca „Praga” warszawskich Grup Szturmowych Henryka Ostrowskiego notatki zawierającej adres Bytnara. W chwili aresztowania jego matka oraz młodsza siostra Danuta przebywały poza domem.
Wraz z ojcem trafił na Pawiak, gdzie bezzwłocznie – w celu jak najszybszego wydobycia informacji – rozpoczęło się jego przesłuchanie. Jeszcze tego samego dnia został przewieziony do warszawskiej siedziby Gestapo przy alei J.Ch. Szucha 25. Równolegle trwała rewizja w mieszkaniu Bytnarów. W należącej do rodziny piwnicy znaleziono m.in. zerwane niemieckie flagi, konspiracyjną prasę, afisze i ulotki, a także stempel do malowania na murach znaku Polski Walczącej.
Podczas śledztwa był bity do utraty przytomności. Zemdlonego cucono kopaniem w brzuch, między nogi oraz deptaniem rąk. Twarz i głowę ostemplowano znalezionym w czasie rewizji stemplem z „kotwicą”. Jednak dzięki celowemu nadstawianiu uda pod uderzenia kijem i pejczem Bytnarowi udało się ukryć świeżą bliznę po ranie postrzałowej z akcji na ul. Brackiej.
W wyniku okrutnych metod stosowanych przez Niemców podczas śledztwa drugiego dnia po aresztowaniu z ciężkimi obrażeniami ciała i pierwszymi objawami mocznicy trafił do szpitala więziennego na Pawiaku. Ponieważ nie był już w stanie poruszać się o własnych siłach, na kolejne przesłuchanie na Szucha został zabrany na noszach. Po raz kolejny był tam przesłuchiwany we czwartek 25 marca.
Został odbity przez Grupy Szturmowe w akcji pod Arsenałem w piątek 26 marca 1943 podczas przewożenia po przesłuchaniu z siedziby Gestapo w al. Szucha na Pawiak.
Tadeusz Zawadzki tak opisał stan uwolnionego Bytnara:

Gdy wszyscy więźniowie wysypali się na ulicę, z głębi wozu ukazał się Janek, gramoląc się na czworakach przez ławki. Ogolona głowa, twarz zielono-żółta, zapadnięte policzki, olbrzymi siniec pod okiem, sine uszy. Wielkie oczy szeroko rozwarte, patrzące na nas. Porwaliśmy go na ręce. Każde dotknięcie go przez nas wywoływało krzyk bólu. Na ramionach dowlekliśmy go do samochodu, wsadzili obok rannego Tadeusza i jazda (...). Z trudem wynieśliśmy go z samochodu na łóżko, nie można go było dotknąć w żadną część ciała. Rozebraliśmy go i przykryli (...). Całe ciało od pasa w dół miał koloru jak b. silnie opalone i spuchnięte, w wielu miejscach strupy i zakrzepła krew. Nie było widać sińców, całe ciało było równomiernie rozbite. Po chwili powiedział nam, że nie jadł od poniedziałku, daliśmy sucharki i herbatę, ale jeść nie bardzo mógł.

„Rudy” został przewieziony samochodem do punktu sanitarnego, zorganizowanego przy ul. Ursynowskiej 46 na Mokotowie, skąd jeszcze tego samego dnia koledzy przenieśli go do znajdującego się na pierwszym piętrze domu przy ul. Kazimierzowskiej 15 mieszkania Gustawa Wuttke. Stąd w niedzielę 28 marca został przeniesiony po raz kolejny – do mieszkania przy ul. Karłowicza 18.
We wtorek 30 marca po południu udało się zorganizować przewiezienie znajdującego się w stanie krytycznym „Rudego” autem Miejskich Zakładów Sanitarnych do Szpitala Wolskiego przy ul. Płockiej 26 (obecnie w budynku mieści się Instytut Gruźlicy i Chorób Płuc). Zmarł krótko po przewiezieniu do szpitala, ok. godz. 16:30, w jednej z sal na pierwszym piętrze.
Został pochowany 2 kwietnia 1943 pod przybranym nazwiskiem Jana Domańskiego (nazwisko jego drużynowego z „Pomarańczarni”, Lechosława Domańskiego) na warszawskim cmentarzu Wojskowym na Powązkach, w miejscu wybranym przez ojca „Zośki” Józefa Zawadzkiego. Jego pochówek zapoczątkował kwaterę Harcerskiego Batalionu Armii Krajowej „Zośka”(kwatera 20A-6-25).
15 sierpnia 1943 pośmiertnie mianowany harcmistrzem, a następnie podporucznikiem, i odznaczony Krzyżem Walecznych. Pseudonimem Bytnara – „Rudy” – nazwano 2. kompanię harcerskiego batalionu „Zośka” utworzonego we wrześniu 1943.
Aresztowany wraz z nim ojciec zginął w styczniu 1945 podczas ewakuacji obozu koncentracyjnego Auschwitz-Birkenau.
Po wojnie, 4 kwietnia 1946, we wspólnym grobie z „Rudym” spoczął Aleksy Dawidowski, którego w 1943 pochowano na cmentarzu Powązkowskim pod przybranym nazwiskiem Aleksego Czerwińskiego.

### Odwet
Po uwolnieniu Jan Bytnar i Henryk Ostrowski przekazali dowodzącemu akcją pod Arsenałem Stanisławowi Broniewskiemu i naczelnikowi Szarych Szeregów Florianowi Marciniakowi informacje na temat przebiegu śledztwa. Wskazywały one, że najlepiej zorientowanymi w działalności Szarych Szeregów byli prowadzący przesłuchania „Rudego” SS-Oberscharführer Herbert Schulz i SS-Rottenführer Ewald Lange. Decyzja o ich likwidacji była nie tylko aktem pomszczenia zakatowanego kolegi, ale również eliminowała dwóch funkcjonariuszy Gestapo posiadających najwięcej informacji o harcerskiej konspiracji.
6 maja 1943 Tadeusz Zawadzki ps. „Zośka” i Sławomir Bittner ps. „Maciek” zastrzelili na ulicy Polnej, przy Mokotowskiej Herberta Schulza. 22 maja na rogu ulicy Wiejskiej i placu Trzech Krzyży ppor. Andrzej Góral ps. „Tomasz” (według innego źródła byli to Jerzy Zapadko „Mirski” i Kazimierz Kardaś „Orkan”) wykonał wyrok śmierci na Ewaldzie Langem.

## Domniemane związki z ONR
Opierając się na informacji od przedwojennego szefa warszawskich Grup Szkolnych Obozu Narodowo-Radykalnego Gustawa Potworowskiego, niektórzy historycy twierdzą, że w trakcie nauki w liceum Jan Bytnar był ich członkiem. Grupy Szkolne były młodzieżówkami ONR, ich sekcje działały w wielu warszawskich liceach oraz szkołach średnich w innych miastach.
Nie zgodziła się z nimi łączniczka Szarych Szeregów Danuta Rossman. Również Anna Zawadzka i Jan Rossman w swojej książce o Tadeuszu Zawadzkim napisali, że na terenie „Batorego” prowadził nielegalnie działania propagandowe Obóz Narodowo-Radykalny lub NOGA (Narodowa Organizacja Gimnazjalna), jednak ich działalność sprowadzała się tylko do referatów i dyskusji.

## Odznaczenia
- Krzyż Walecznych (1943)[29]
- Krzyż Komandorski z Gwiazdą Orderu Odrodzenia Polski (2009)[83]

## Upamiętnienie
- Staraniem byłych żołnierzy batalionu „Zośka” i Hufca ZHP Warszawa-Mokotów 26 marca 1980 na frontowej ścianie kamienicy przy al. Niepodległości 159 odsłonięto tablicę pamiątkową[40][84].
- Na frontowej ścianie domu przy ul. Nowe Miasto 11 w Kolbuszowej, w którym urodził się Jan Bytnar znajduje się tablica pamiątkowa[85].
- 8 września 2023 odsłonięto mural upamiętniający Jana Bytnara, który namalowano na ścianie noszącego jego imię kolbuszowskiego liceum. Autorami murala są Michał Szudrawski i Mateusz Rokicki[86].
- W marcu 1992 imieniem Jana Bytnara „Rudego” nazwano jedną z ulic na Mokotowie[87][88]. Ulice jego imienia znajdują się także m.in. w Kolbuszowej i Opolu[89].
- Jego imię nosi wiele szkół i ponad 150 drużyn harcerskich w całej Polsce[25].

## W kulturze masowej
- Jan Bytnar jest jednym z głównych bohaterów powieści Aleksandra Kamińskiego Kamienie na szaniec. W obydwu okupacyjnych wydaniach książki (1943 i 1944) Kamiński zmienił jego pseudonim z „Rudy” na „Czarny”[90].
- W filmie Jana Łomnickiego Akcja pod Arsenałem (1977) rolę Bytnara zagrał Cezary Morawski[91], w Oni szli Szarymi Szeregami Mariusza Malca (2010) Bartłomiej Firlet[92], a w Kamieniach na szaniec Roberta Glińskiego (2014) – Tomasz Ziętek[93].